# Досса Жуніор
Досса Жуніор (порт. Dossa Júnior, грец. Ντόσσα Τζούνιορ, нар. 27 серпня 1986, Лісабон) — кіпрський та португальський футболіст мозамбіцького походження, захисник клубу «Коньяспор» та національної збірної Кіпру.

## Клубна кар'єра
У дорослому футболі дебютував 2005 року виступами за португальську команду «Імортал» з третього дивізіону, у якій провів один сезон, узявши участь у 15 матчах чемпіонату.
Улітку 2006 року відправився в кіпрський клуб «Дігеніс Акрітас», проте в першому ж сезоні його клуб вилетів із вищого дивізіону, після чого Досса перейшов до іншої друголігової команди «Пафос». Новій команді Жуніор допоміг у сезоні 2007/08 зайняти перше місце та повернутися до елітного дивізіону, де і продовжив виступати.
Своєю грою привернув увагу представників тренерського штабу клубу АЕЛ, до складу якого приєднався влітку 2009 року. Відіграв за лімасольську команду наступні чотири сезони своєї ігрової кар'єри. Більшість часу, проведеного у складі АЕЛа, був основним гравцем захисту команди і у сезоні 2011/12 допоміг команді вперше за 44 роки виграти чемпіонат Кіпру.
До складу клубу «Легія» приєднався 1 липня 2013 року, підписавши трирічний контракт. Відтоді встиг відіграти за команду з Варшави 26 матчів у національному чемпіонаті.

## Виступи за збірну
2012 року, після тривалої кар'єри на Кіпрі, Досса Жуніор отримав кіпрське громадянство і виявив бажання грати за збірну. 15 серпня 2012 року дебютував в офіційних матчах у складі національної збірної Кіпру в товариській грі проти збірної Болгарії (0:1), відігравши увесь матч. Наразі провів у формі головної команди країни 14 матчів.

## Приватне життя
Досса Жуніор є братом дружини іншого португальського футболіста, Еліу Пінту.

## Титули й досягнення
- Чемпіон Кіпру (1):

АЕЛ: 2011/12
- Чемпіон Польщі (1):

«Легія»: 2013/14
- Кубок Польщі з футболу (1):

«Легія»: 2015
- Володар Кубка Кіпру (1):

АЕЛ: 2018/19
| Дата       | Місто   | Господарі            | Результат | Гості             | Турнір            | Голи | Примітки |
| ---------- | ------- | -------------------- | --------- | ----------------- | ----------------- | ---- | -------- |
| 15/08/2012 | Софія   | Болгарія             | 1 – 0     | Кіпр              | товариський матч  | -    | 44'      |
| 07/09/2012 | Тирана  | Албанія              | 3 – 1     | Кіпр              | Відбір до ЧС 2014 | -    |          |
| 11/09/2012 | Ларнака | Кіпр                 | 1 – 0     | Ісландія          | Відбір до ЧС 2014 | -    |          |
| 16/10/2012 | Ларнака | Кіпр                 | 1 – 3     | Норвегія          | Відбір до ЧС 2014 | -    |          |
| 14/11/2012 | Нікосія | Кіпр                 | 0 – 3     | Фінляндія         | товариський матч  | -    | ЖК       |
| 6/02/2013  | Нікосія | Кіпр                 | 1 – 3     | Сербія            | товариський матч  | -    |          |
| 23/03/2013 | Софія   | Кіпр                 | 0 – 0     | Швейцарія         | Відбір до ЧС 2014 | -    |          |
| 06/09/2013 | Осло    | Норвегія             | 2 – 0     | Кіпр              | Відбір до ЧС 2014 | -    |          |
| 10/09/2013 | Нікосія | Кіпр                 | 0 – 2     | Словенія          | Відбір до ЧС 2014 | -    | 77'      |
| 15/10/2013 | Нікосія | Кіпр                 | 0 – 0     | Албанія           | Відбір до ЧС 2014 | -    |          |
| 05/03/2014 | Нікосія | Кіпр                 | 0 – 0     | Північна Ірландія | товариський матч  | -    |          |
| 09/09/2014 | Зениця  | Боснія і Герцеговина | 1 – 2     | Кіпр              | Відбір до ЧЄ 2016 | -    |          |
| 10/10/2014 | Нікосія | Кіпр                 | 1 – 2     | Ізраїль           | Відбір до ЧЄ 2016 | -    |          |
| 13/10/2014 | Кардіфф | Уельс                | 2 – 1     | Кіпр              | Відбір до ЧЄ 2016 | -    | 29'      |
| Усього     |         | Матчів               | 14        |                   | Голів             | 0    |          |